# Lingua gallurese
Il gallurese (gadduresu, IPA: [ɡaɖɖuˈrezu]) è una varietà linguistica romanza di tipo sardo-còrso parlata nella regione storica della Gallura, in Sardegna.
Essendo classificabile come «dialetto romanzo primario», in ambito accademico e nella letteratura è sovente indicato come "dialetto gallurese", nonostante non sia ben chiaro se con tale termine lo si ascriva alla sfera del còrso o del sardo. Per questa ragione vi si fa riferimento anche col nome di "lingua gallurese", come reso palese dall'istituzione della Giornata internazionale della Lingua Gallurese/Ciurrata internaziunali di la Linga Gadduresa, tenutasi annualmente a Palau. Partecipano a queste giornate diversi linguisti della Sardegna, della Corsica e di altre parti d'Europa.

## Classificazione
(Mauro Maxia, Introduzione dagli Studii storici sui dialetti della Sardegna settentrionale - Sassari 1999)
La categorizzazione linguistica del gallurese è controversa: numerosi linguisti lo ritengono una variante dialettale del còrso meridionale, seppur influenzato dall'adiacente dominio linguistico sardo, mentre altri lo collocano nell'orbita schiettamente sarda piuttosto che còrsa. È da notare che alcuni dei linguisti presenti alle già citate "Giornate internazionali della Lingua Gallurese" fanno notare la sua assimilazione al sardo e il suo progressivo distacco dalla lingua corsa. Jean-Marie Comiti, docente all'Università di Corte, si chiede se "gallurese e sardo siano o no due lingue diverse" affermando poi: «Oggi posso dire che la maggioranza dei Corsi non riconoscono il gallurese come lingua corsa anche se dicono che si assomiglia, come si assomiglia anche all'italiano, allo spagnolo o al siciliano (sic)». Mauro Maxia sostiene che «sono parecchi, viceversa, gli elementi che consentono di localizzare in Corsica i luoghi di origine sia del gallurese sia del sassarese. Sono molti gli elementi che marcano le tappe dell'allontanamento di queste varietà dal corso dell'isola madre e di un loro progressivo avvicinamento al sardo, tanto da farle apparire realmente più sarde di quanto non fossero in precedenza».
A proposito della morfologia, Maxia afferma che «anche nella morfologia, che rappresenta quella parte della grammatica che più di ogni altra caratterizza una lingua, il gallurese ha subito l'influsso del sardo che, tuttavia, continua a sfuggire agli studiosi», portando gli esempi degli ordinali, del suffisso del gerundio, del participio perfetto di tipo forte, dei suffissi del diminutivo, della posizione dell'accento sui clitici, degli avverbi, dei suffissi e della formazione delle parole, tutti elementi tipicamente sardi e consultabili nei già citati atti del convegno di Palau.
Per quanto riguarda invece la sintassi del gallurese, sempre Maxia rileva che «un particolare rilievo assume l'influsso che il sardo logudorese (ma anche il catalano e lo spagnolo) esercitarono sulla sintassi del gallurese e delle altre varietà sardocòrse. Costituisce quasi un luogo comune, tra gli studiosi, che la sintassi del gallurese e del sassarese sia essenzialmente italiana. In realtà si tratta di un'opinione maturata attraverso osservazioni non sistematiche e che non sempre trova riscontro nella situazione effettiva. Il seguente prospetto può offrire una dimostrazione concreta della reale situazione della sintassi del gallurese». Mauro Maxia scrive anche: «Ai dialetti che passano sotto i nomi di "gallurese" e "sassarese" e alle loro sottovarietà finora si sono accostati sporadicamente cultori e appassionati che, in varia misura, hanno cercato di colmare questa evidente lacuna della linguistica italiana e sarda. La causa principale di tale stato di cose va individuata in un duplice ordine di motivazioni. La prima è rappresentata dal fatto che questi dialetti non rientrano a pieno titolo nel sistema sardo e, d’altro canto, anche volendoli attribuire tout-court al sistema italiano, essi costituiscono, rispetto allo stesso toscano, una remota appendice poco conosciuta».
Il linguista catalano Eduardo Blasco Ferrer pone invece l'accento sui numerosi elementi spagnoli e catalani, tutti comuni anche alla lingua sarda ma totalmente assenti in quella corsa, presenti nel gallurese.
Le tracce del sardo logudorese sono ben visibili nel lessico gallurese, dove si stima ne costituiscano circa il 20% e anche la sintassi e la grammatica, pur di origine corsa, risentono di molte influenze del sardo così come anche la pronuncia. Insieme al sassarese, basandosi sul suo lessico e sulla sua struttura grammaticale, può essere classificato come un dialetto di origine còrso insediatosi su una preesistente base sarda, il quale ha col tempo risentito di un influsso del sardo tale da differenziarlo dalla sua "lingua madre". A questo proposito, sempre Mauro Maxia sostiene che «il lessico gallurese dispone di una base costituita da circa 15.000 vocaboli, ai quali si aggiungono molte locuzioni avverbiali e moltissimi italianismi recenti per portare il totale dei termini a circa 26.000 - 28.000. La situazione del lessico gallurese può essere riassunta, grossomodo, così: sardismi (circa 3.500) (14% / 23%) - catalanismi - spagnolismi - vocaboli corsi (toscani, liguri) (15.000 voci di base) + 11.000 / 13.000 locuzioni avverbiali e italianismi recentissimi».
| Origine               | da  | a   | media          |
| --------------------- | --- | --- | -------------- |
| Corsismi e toscanismi | 77% | 86% | 81,5 % / 12225 |
| Sardismi e iberismi   | 14% | 23% | 18,5 % / 2775  |
| Italianismi recenti   | -   | -   | 12000          |

La fonetica e l'accento del gallurese si differenziano da quelli sardi sia per la presenza dei fonemi tipici delle lingue corse come sg, chj, ghj assenti nel sardo logudorese e presenti solo parzialmente nel sassarese, sia per il sistema vocalico tra i più conservativi e puri, con esito in iddu/idda/iddi, la cacuminale -dd- anche per -gl-: piddà, fiddolu, voddu, -i- e -u- corte latine e con altre particolarità che lo accostano al dialetto dell'Alta Rocca, della regione meridionale tra Porto Vecchio (Portivechjacciu) e l'entroterra di Bonifacio (cacuminale in -dd- anche per -gl- come nell'Alta Rocca ma con -u>-i: manu (mano), patronu (padrone). Lo stesso sistema vocalico è dissimile particolarmente per quanto riguarda l'apertura vocalica di -e -o, cfr. méla > srd. mèla (it. méla), sèmu > srd. sémus (it. siamo), pòlcu>pólcu (it. pòrco), sóli > srd. sòle (it. sóle) analogamente a quanto accede in quella corsa e toscana.
Naturalmente, dove il gallurese ha adottato italianismi recenti, sardismi o, anteriormente, spagnolismi e catalanismi, mentre il còrso, per ovvie ragioni, ha incorporato francesismi (vedasi sìndacu/sìndicu vs. merre/-i, màcchina vs. vittura, sciòperu vs. greva, stazioni vs. gara ecc.). Un altro punto di distacco che può essere notato facilmente anche da chi non ha una profonda conoscenza delle due lingue è la pronuncia nonché l'accentuazione. Per via del loro contatto costante, quella del corso risente dell'influenza francese, elemento che può rendere la comprensione difficoltosa non solo a parlanti galluresi ma anche a parlanti di lingue, dialetti e varietà della penisola italiana, che pure sono simili al còrso. Il gallurese si presenta come una varietà dialettale piuttosto omogenea tanto che si potrebbe affermare che un abitante di Santa Teresa di Gallura potrebbe interloquire con uno di San Teodoro senza notare alcuna differenza nelle rispettive parlate, se non limitata a pochi vocaboli. Per contro un abitante di Corte o Bastia avrebbe seria difficoltà a comprendere un conterraneo di Sartene o di Figari che usasse la propria lingua per via della notevole frammentazioni delle varietà dei dialetti in Corsica sia dal punto lessicale che fono-morfologico.
Maxia conclude il suo lungo e documentato intervento alle giornate della lingua gallurese così:
- prevalentemente corso sul piano fono-morfologico;
- prevalentemente sardo sul piano sintattico;
- prevalentemente corso sul piano lessicale ma con moltissime parole sarde, catalane e spagnole (circa 1/3).

Il gallurese è meno corso di quello che comunemente pensano gli studiosi. Quello che fa del gallurese una lingua diversa dal corso e non un suo dialetto sono molti fenomeni grammaticali, soprattutto sintattici, e l’alto numero di parole prese dal sardo, dal catalano e dallo spagnolo. Ecco perché si può affermare che, dal punto di vista grammaticale e lessicale, il gallurese rappresenta una lingua-ponte tra il corso e il sardo.»
(Mauro Maxia, Atti del convegno sulla lingua gallurese, Palau 2014)

## Area di diffusione
Il gallurese è diffuso nei seguenti comuni e paesi della provincia di Sassari: Tempio Pausania, Arzachena, Calangianus, Aggius, Bortigiadas, Santa Teresa Gallura, Luogosanto, Nuchis, Palau, Aglientu, Trinità d'Agultu e Vignola, Telti, Badesi, Viddalba, Sant'Antonio di Gallura, Loiri Porto San Paolo, Berchiddeddu  e San Teodoro. Fuori dai confini storici della Gallura, è inoltre parlato a Erula, e, insieme al dialetto castellanese, nei comuni di Valledoria (nel nucleo di Codaruina) e Santa Maria Coghinas, nonché in parte del territorio dei comuni logudoresofoni di Budoni, Perfugas, Tula, Padru e Oschiri.

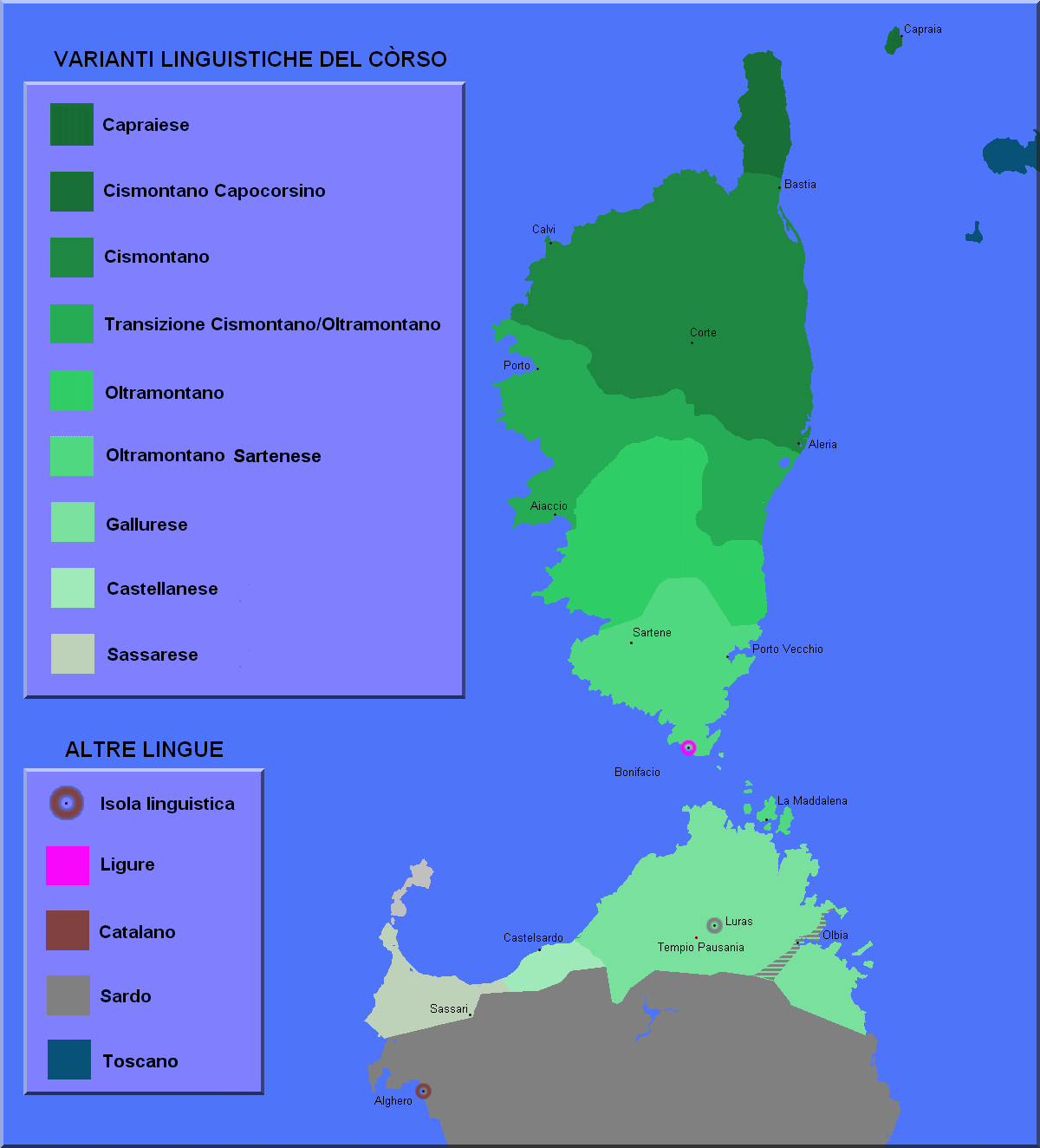
Dialetti còrsi (incluso il gallurese).

La variante parlata nell'isola di La Maddalena (Isulanu) non fa parte delle varietà galluresi ed appartiene invece alla lingua corsa, nello specifico al gruppo meridionale.
Pur compresi nella Gallura, invece, Olbia e Luras, sono centri storicamente di lingua sarda, così come ampia parte del territorio di Golfo Aranci. Si parla comunque gallurese in agro di Olbia e Golfo Aranci, dove il gallurese non é originario, ma è ampiamente diffuso a seguito di importanti fenomeni migratori, nel XIX secolo, da altri centri galluresofoni (emigrati tempiesi a Putzolu, Ràiga, Isticadeddu, Murta Maria, Enas; calangianesi a Plebi, Mudditza Piana, Berchiddeddu e Pinnàgula; nuchisini a Cunzanus, San Pantaleo, Mamusi).
A Castelsardo e nel nord dell'Anglona (Sedini, Tergu, frazioni La Muddizza e La Ciaccia di Valledoria) si parlano il castellanese e il sedinese, due varietà di transizione tra il gallurese e il sassarese.
Diversi studi hanno rilevato come la comunità galluresofona manifesti un alto grado di fedeltà alla propria lingua. Nel complesso in Gallura vi sarebbero 117.000 persone circa che capiscono il gallurese (il 96,3% della popolazione), dato ricavato sommando il 64.2% degli abitanti che ne ha una competenza attiva (70.000 persone circa) e il 32.1% che l'ha passiva. Nella città di Olbia, conteggiata a parte, il 39.9% della popolazione ne ha una competenza attiva e il 46,6% passiva. Le percentuali sono superiori a quelle riguardanti la diffusione del sassarese (rispettivamente 41,4% e 40,3%, totale 81,7%), dell'algherese (50% e 34,5%, totale 84,5%) e del sardo a Olbia (44,6% e 38,9%, totale 83,5%), ma inferiori a quelle riguardanti il sardo nelle altre aree (76,0% e 21,9%, totale 97,9% per il logudorese; 68,9% e 27,7%, totale 96,6% per il campidanese) e il tabarchino (85,6% e 14,4%, totale 100% degli abitanti che hanno competenza della lingua).

## Storia
La più antica documentazione letteraria del gallurese risale ai primi decenni del settecento ed è costituita da componimenti poetici ma vari documenti bassomedievali inducono a datarne la formazione, almeno nei suoi tratti fondamentali, ai primi decenni del quattrocento. Il grande linguista tedesco, Max Leopold Wagner e lo stesso geografo francese Maurice Le Lannou, hanno ricercato l'origine del moderno gallurese nelle migrazioni dalla Corsica alla Sardegna attraverso le bocche di Bonifacio avvenute nel corso dei secoli, e sostenuta dalla stretta relazione col corso oltramontano parlato nei dintorni di Sartene e dell'Alta Rocca.
In periodo medioevale, nel Giudicato di Gallura l'elemento linguistico dominante era comunque il sardo logudorese, nella cui lingua nazionale venivano redatti gli antichi atti ufficiali del Giudicato. Scrive il linguista sardo Mauro Maxia a proposito della presenza còrsa in Gallura: «...dal primo anno per il quale si dispone delle relative annotazioni (1622) (dei registri parrocchiali di Tempio pausania) l’antroponimia di quello che allora era il più importante centro della Gallura era composta per circa tre quarti da cognomi di origine corsa. È sufficiente leggere uno dei primi atti di battesimo registrati in Gallura per rendersi conto che il sardo fungeva ormai soltanto da lingua ufficiale poiché le persone citate nella maggior parte dei casi erano corse o figli di corsi.».
Di questo substrato linguistico originariamente sardo sono oggi rimaste tracce nelle due isole linguistiche logudoresi di Luras e Olbia e in diversi toponimi galluresi (tra cui gli stessi nomi di Gortiglata/Bortigiadas, Agios/Aggius, Nuches/Nugues/Nuchis, Luras, Calanjanos/Calangianus). Dal 1100 si aggiunsero influssi pisani (sia in Gallura che nel Sassarese) e genovesi (soprattutto a Sassari) che si affiancarono nell'amministrazione dei governi giudicali fino al 1324, anno in cui il territorio fu conquistato dai catalano-aragonesi e venne registrata una consistente presenza di immigrati corsi in tutta la Sardegna, in particolare in Gallura, a Castelgenovese (l'attuale Castelsardo) e a Sassari.
Nel periodo compreso tra il 1347-48 e il 1400, la Gallura si spopolò a seguito di guerre, epidemie e di incursioni piratesche ed ebbe inizio l'insediamento di massa di numerose famiglie provenienti dal sud della Corsica (allora dominio genovese) che importarono nella Gallura interna i propri dialetti orali (già in Corsica fortemente influenzati dal pisano e dal genovese) assimilando contestualmente diversi vocaboli e toponimi dalle parlate logudoresi, (circa il 18-20% del lessico odierno ma con percentuali maggiori riguardo al lessico tradizionale), nonché alcuni termini catalani. Questa immigrazione fu, tra l'altro, sostenuta dal governo aragonese al fine di ripopolare le deserte terre galluresi. Al periodo tra 1445 e 1470 risale l'epigrafe della chiesa di Santa Vittoria del Sassu, nelle campagne tra Erula e Perfugas (area al di fuori della Gallura storica ma ai confini tra l'area di diffusione del gallurese e quella del logudorese), primo testo scritto ascrivibile al corso-gallurese ("OPerAIU | MALU E FO | rA / LErIMITA").
A metà del XVI secolo, la Gallura venne documentata come ormai chiaramente abitata da corsi, insediati per cellule isolate nelle aree marginali delle campagne, in quella tipologia ancora oggi caratteristica della Gallura e della Corsica (stazzi). Dalle aree marginali, durante il '600 le popolazioni corsofone si spostarono gradatamente verso i centri abitati della Gallura (con l'esclusione di Bortigiadas, Luras e Terranova dove più forte e determinata fu l'opposizione degli autoctoni), tutti originariamente di lingua sarda. Al 1683 risalgono le prime attestazioni letterarie ascrivibile all'area gallurese-sassarese, trascritte in un canzoniere ispano-sardo durante i festeggiamenti della Vergine di Luogosanto e conservate nel canzoniere Ispano-Sardo della Biblioteca di Brera a Milano, che, sia pure nell'incertezza della trascrizione ortografica, presenta caratteristiche intermedie tra le due varietà, attestandone la comune origine nonché lo stretto legame con la poesia còrsa dell'Alto Taravo e dell'Alta Rocca (Suta un arboru fioriddu/ si dormia la donna mia/ et tant'era addormentada/ que isvillar no si podia/ et yo li tocay lu pedi/ et issa mi disse a'a'/ et amuri si mi uoy bene/ un altru pocu piu en goba tua).
Grazie agli studi del Le Lannou, sappiamo che nel 1700 la Gallura venne ripopolata per tre quarti da corsi e che tale fenomeno alimentò gli scambi ed il contrabbando con la vicina isola; l'immigrazione portò così al ripopolamento dell'Alta Gallura, sia nei suoi centri (in particolare Tempio che gradatamente assunse configurazione urbana), che nelle campagne con popolazioni sparse di pastori abitanti in stazzi, talvolta raggruppati in piccoli agglomerati (cussogghji). La costa gallurese, in quanto maggiormente esposta alle incursioni barbaresche, restò sostanzialmente esclusa da ciò.
Nel 1706 venne a cessare l'utilizzo nei documenti religiosi del sardo (sostituito dallo spagnolo, da secoli già utilizzato nei documenti amministrativi). Alla guerra di successione spagnola risale il detto Pa' noi non v'ha middori, non impolta lu ch'ha vintu, o sia Filippu Quintu o Càrralu imperadori!. Ancora ai primi decenni del settecento risalgono numerosi componimenti poetici in gallurese (raccolti dal dott. Giacomo Pala).
All'epoca la Gallura - nonostante la notevole estensione - conta solo 7 comuni (Tempio, Terranova, Bortigiadas, Aggius, Nuchis, Luras, Calangianus) di cui 6 con centro nella Gallura interna. Di essi 4 erano già galluresofoni, 3 conservavano la lingua originaria sarda. In questo periodo il gallurese raggiunse maturità, quanto a forma e ambito di diffusione, e dignità letteraria con forme degne di nota con i componimenti di Gavino Pes (1724-1795).
Con l'800 si assisté al freno dell'immigrazione e degli scambi con la Corsica (anche per effetto della più restrittiva politica doganale sabauda), allo sviluppo delle cussorge in villaggi ed alla diffusione del gallurese anche nella fascia costiera. Nell'isola di La Maddalena il dialetto "isulanu" venne invece portato direttamente da pescatori e pastori corsi dell'entroterra di Bonifacio. L'area di diffusione del gallurese si presenta da allora in fase di continua espansione, accogliendo alcuni comuni più aree del territorio di altri in cui è tuttora tradizionalmente parlato il sardo nella varietà logudorese (nel corso del '900 Bortigiadas e parte degli agri di Perfugas, Erula, Monti, Padru e Budoni). Inoltre, il logudorese ha mantenuto le due enclavi linguistiche di Luras e Olbia, centri dalle spiccate economie mercantili e legate agli scambi, nelle quali il gallurese è comunque compreso e spesso anche parlato.
Sono in gallurese due canzoni di Fabrizio De André: Zirichiltaggia (Zirichiltagghja) e Monti di Mola.
Nel 2011 è stato inoltre realizzato da un gruppo di giovani ricercatori, coordinato dal Dott. Sesto Giuseppe Santoli, un software predittivo in lingua gallurese per la scrittura di sms chiamato "Abà si scrì'", scaricabile gratuitamente da internet.
Il 28 aprile 2016, in occasione della ricorrenza de Sa die de sa Sardigna, durante il consiglio regionale tenutosi a Cagliari a cui ha partecipato anche Jean-Guy Talamoni, presidente dell'assemblea della Corsica che ha parlato in còrso, il consigliere regionale Giuseppe Meloni ha tenuto per la prima volta un discorso in un'assemblea regionale interamente in gallurese (finora c'erano state varie parti di discorsi, ma mai uno completo) e il suo collega Pierfranco Zanchetta ha fatto lo stesso nella variante maddalenina (isulana). Questa è un'ulteriore conferma del livello di diffusione sempre elevato del gallurese in tutti gli ambiti della società nonché del desiderio di una sua ufficializzazione (essendoci già da tempo una sua variante standard), similarmente a quanto avvenuto per il sardo logudorese e campidanese.

## Elementi costitutivi tipici
Da notare come dal punto di vista sintattico e in particolar modo nella formazione del futuro, nel gallurese coesiste per tutti i verbi sia la forma tipicamente corsa, non perifrastica, formata dal suffisso -aghju > "andaraghju" sia quella perifrastica e spiccatamente sarda come "agghju à andà" > srd. "appo à andare", (it. andrò). Un discorso analogo può essere fatto per le forme interrogative, entrambe largamente utilizzate seppur con sfumature differenti a seconda che si voglia o meno enfatizzare l'azione stessa, "andèndi seti?" > srd. "andende sezis", (it. state andando?) e/o "seti andendi?". Si può altresì notare la presenza di vocaboli o forme verbali utilizzati in entrambe le forme, anche a seconda della provenienza del locutore come "cunnisciutu, cunnottu" > srd. "connottu" (it. conosciuto).
Molti elementi sintattici del gallurese sono riscontrabili anche nel sardo e spesso assenti nel còrso mentre lo sono del tutto nell'italiano, quanto meno nella sua variante standard (sono logicamente presenti nell'italiano regionale della Sardegna). Mauro Maxia ne riassume vari che possiamo presentare in una tabella di confronto tra il gallurese, il còrso meridionale, il sardo logudorese (tutti questi elementi sono comunque presenti anche nel campidanese e nel nuorese) e l'italiano standard:
| Gallurese                              | Corso                             | Sardo logudorese                                   | Italiano standard                               |
| -------------------------------------- | --------------------------------- | -------------------------------------------------- | ----------------------------------------------- |
| a lu (v)oi?                            | lu voi?                           | a lu cheres / boles?                               | lo vuoi?                                        |
| ditta ti l’ani? ti l'ani ditta?        | ti l'anu ditta/detta?             | naradu ti l’ant?                                   | te l’hanno detto?                               |
| andendi seti? Seti andendi?            | Seti andendu?                     | andende sezis?                                     | state andando?                                  |
| ligna vi selvi? Vi ni selvi ligna?     | Vi servi legnu?                   | linna bos servit?                                  | vi serve della legna?                           |
| vinendi se’? Sei 'inendi o noni?       | Veni o no?                        | benzende nde ses o nono?                           | vieni o no?                                     |
| ebbé, manghjatu/magnatu?               | 'eti/hai manghjatu?               | ebé, mandigadu (as / azis)?                        | hai/avete mangiato?                             |
| è sempri attucchendi/abbaghjendi       | sta sempre a abbaghjà             | est semper appeddende                              | abbaia continuamente                            |
| l’ani aútu/presu/acchjappatu fughjendi | l’anu presu/acchjappatu fughjendu | l’ant agatadu/àpidu/cassadu/pigadu/aciapadu fuende | l’hanno trovato mentre fuggiva                  |
| a Gjuanni l’áni battutu/pistatu        | a Gjuanni l’ánu battutu/pistatu   | a Juanne l’ant iscutu                              | hanno picchiato Giovanni                        |
| faletici lu steddu                     | faletici u ziteddu                | falade·nche su pitzinnu                            | portate giù il bambino                          |
| alzetini lu steddu                     | alzetici u ziteddu                | altzade·nde su pitzinnu                            | portate su il bambino                           |
| credi d'esse lu soiu                   | crede d'esse u soiu               | creet d’èssere su sou                              | crede che sia suo                               |
| m’aggju presu li calzari/scalpi/botti  | m'aghju presu e calzature/scarpe  | m’apo leadu sas botas/iscarpas                     | Ho comprato le scarpe                           |
| no ni l’aggju dittu                    | ùn ne l'aghju dittu micca         | non (bi) nde l’apo naradu                          | non gliene ho detto (parlato)                   |
| e vi torri?                            | vi torni?                         | a bi torras?                                       | Perché non torni/tornate?                       |
| a cagliassi sia! a stà zitti sia!      | Bisogna stassi zitti!             | a si cagliare siat!                                | stia/stiano zitti!                              |
| cussì sii tu!                          | cussì sii tu!                     | gai sia tue!                                       | che tu possa vivere così! (inteso ironicamente) |
| divvilla d'andassinni                  | divvila d'andassine               | nara·bi·lu a si nd’andare                          | digli di andarsene                              |
| dumani vi la dicu!                     | dumane vi la dicu!                | cras bi lu naro!                                   | non glielo dirò mai                             |
| e pocu no è beddu!                     | è bellu/beddu assai!              | e pagu no est bellu!                               | è bellissimo!                                   |
| abal’abà è!                            | ùn è per avale/avà!               | como como est!                                     | chissà quando sarà!?                            |
| ghjà n’hà bedda gana!                  | un n'aghju micca voglia!          | bella gana nd’at!                                  | non ne ha affatto voglia                        |
| muru muru                              | muru muru                         | muru muru                                          | lungo il muro                                   |
| riu riu                                | riu riu                           | riu riu                                            | lungo il fiume                                  |
| coa-coa                                | piattu-piatteddu                  | cua-cua                                            | nasconderello                                   |
| burrula burrula                        | brulla brulla                     | brulla brulla                                      | scherzando scherzando...                        |
| andendi andendi                        | in l'andà                         | andende andende                                    | nell’andare                                     |
| a l’anda e torra                       | andendu andendu                   | a s’anda e torra                                   | andando di continuo                             |

Morfologicamente il gallurese si presenta con caratteri di relativa omogeneità (a differenza del sardo che, però, si sviluppa su un'area di gran lunga più estesa), molti dei quali ne marcano le differenze rispetto alle adiacenti parlate sarde del Logudoro (sardu logudoresu) e la stretta similitudine con quelle della Corsica meridionale (corsu suttanacciu), mentre altri evidenziano l'influsso che il sardo ha esercitato sul gallurese.
Le norme di scrittura del gallurese differiscono in alcune caratteristiche da quelle della lingua sarda e ricalcano grosso modo quelle in uso nel còrso.
- Il plurale dei nomi finisce per vocale e si forma aggiungendo la -i (ghjanni o polti [porte]) come in corso ed in italiano, e non la -s come in sardo (jannas), spagnolo, catalano, etc;
- Il plurale non varia nel genere maschile e femminile (la tarra / li tarri, la femina / li femini, lu campu / li campi), esattamente come nel corso meridionale (a tarra / i tarri, a donna / i donni, u campu / i campi), a differenza del corso settentrionale (a terra / e terre, a donna / e donne, u campu / i campi), del sardo (sa terra / sas terras, sa femina/ sas feminas, su campu / sos campos) e dell'italiano;
- Assenza totale di consonanti finali, presenti invece in sardo nei plurali e in alcune forme verbali;
- Futuro non perifrastico, come in corso: lu faraghju, "lo farò" (mentre in sardo è perifrastico:  lu apo a fàghere /  ddu apu a fà[ghir]i ); a differenza del sassarese, dove invece l'unico futuro di tipo non perifrastico è quello del verbo abè (avere). abaraggiu, mentre in tutti gli altri verbi si forma in modo perifrastico come in sardo, giustamente col futuro di abè + a + l'infinito del verbo in questione (abaraggiu a fà, abarè a andà, abaremmu a vidè, etc.);
- La presenza del fenomeno fonetico della metafonia (cambio vocalico), comune al còrso e al sassarese: pinsà / eu pensu, faiddà / eu faeddu, steddu / stidducciu, etc;
- La conservazione del finale in -u atona, caratteristica comune al còrso, al sassarese e al sardo;
- Gli articoli determinativi in lu, la, li, li, come in sassarese, in corso antico, nell'odierno capocorsino e nella parlata di Porto Vecchio (nella restante Corsica oggi sono "u", "a", "i", "i") originati dal latino ille; in sardo sono invece derivati dal latino ipse, in comune col catalano balearico, dando luogo a "su", "sa", "sos", "sas" (o l'ambigenere "is");
- La presenza della doppia -dd- cacuminale /?:/ al posto dei gruppi -gli- e -ll- o (come piddà, casteddu, beddu, nieddu, stedda [prendere/pigliare, castello, bello, nero, stella]), come in corso meridionale (mentre è piglià, castellu, bellu, neru / niellu, stella in corso settentrionale); lo stesso fenomeno è abbondantemente presente nel còrso del sud, nel siciliano, in alcuni paesi delle Alpi Apuane e, sia pure in misura minore rispetto a questi ultimi casi, anche in sardo (cfr. sardo pigare, casteddu, bellu, nieddu, isteddu);
- La qu- modificata in c- velare /k/ all'inizio di diverse parole (cattru, chinci, chiddu, candu, cantu per il corso quattru, quici, quiddu / quellu, quandu, quantu e l'italiano quattro, qui, quello, quando, quanto), sul modello del sardo (bàttor, inòghe e cussu sono molto diverse ma si veda cando, cando, etc.) ma talvolta presente anche al sud della Corsica (corso, gallurese e logudorese calchi, qualche);
- L'esito dell'iniziale in c- palatale /?/: centu (cento), cincu (cinque), centru (centro), citài (città) come in còrso e toscano, a differenza del sardo logudorese che mantiene la /k/ velare o -nelle innovazioni- la trasforma in /ts/ (chentu, chimbe, tzentru / ant. chentru, tzitade / ant. chitade), mentre in campidanese troviamo anche centu, cincu, centru, cittadi, etc;
- I trattamenti di -r- in -rt-, -rd-, -rc-, -rg-, -rp- e -rb- modificati in -l- e -lt-, -ld-, -lc-, -lg-, -lp- e -lb- (poltu [porto], impultanti [importante], palchì [perché], cialbeddu [cervello] mentre in còrso meridionale è portu, impurtanti, parchì, ciarbeddu / ciarbellu); Il fenomeno è analogo a quello presente nel sardo logudorese (Pozzomaggiore, Bonorva, etc.);
- La -b- al posto della -v- (abà, abàli [adesso], per il corso avà, avàli / avàle);
- L'elisione della -v- a seconda di ciò che la precede (lu 'entu, iddu è (v)echjiu per il corso u ventu, iddu è vechjiu), fenomeno tipico anche del sardo (su 'entu, issu est (b)etzu), e, seppur meno diffusamente, presente anche nel còrso;
- L'elisione della -v- e della -g- intervocaliche (nii [neve], ghjoanu [giovane], Ghjuanni [Giovanni], chjai [chiave], taula [tavola], teula [tegola], aè [avere]) ugualmente presente nel sardo, eccettuando il nuorese (nie / nii, zoanu, Juanne / Juanni, crae, taula (tavola di legno; tavola per mangiare si dice in sardo mesa), teula, àere) e in alcune variètà del còrso;
- La presenza dei suoni occlusivo-palatali ("intricciati") -chj- /c/ e -ghj- /?/ (ghjesgia [chiesa], occhji [occhi], aricchji [orecchie], ghjnocchji [ginocchia]), ghjattu [gatto], figghjulà [guardare], chjamà [chiamare], chjodu [chiodo] come in corso e nel dialetto di Castelsardo, a differenza dal sardo in cui non sono presenti (cresia, ogros, origras, gattu, bìdere, abboghinare, tzogu) come neppure nei dialetti sassaresi e di transizione di Sedini, Tergu, Valledoria; Il gruppo ghj- in posizione iniziale viene talvolta eliso e pronunciato come "i" semiconsonantica (/jeː?a/, /jatːu/ per ghjesgia, ghjattu ma ugualmente trascritto nel testo), come nel corso meridionale;
- La presenza di suoni in -sgi- /?/ (casgiu [formaggio], ghjesgia [chiesa], basgiu [bacio]) come in corso e in sassarese, e diversamente dal sardo (casu, cresia, basu);
- Il passaggio a -rr- del gruppo -rn- (turrà [tornare], carri [carne]) come nel corso meridionale e nel sardo (torrare, carre [carne umana]);
- Il passaggio a -ss- del gruppo -rs- (cossu [corso], vidèssi [vedersi]); il fenomeno è assente in corso (cfr. corsu), mentre è presente in sassarese e in sardo (cfr. cossu);
- Il trattamento di -gn- e -ng- come nei dialetti corsi e toscani: castagna (castagna), Saldigna (Sardegna), tigna (tigna), linga (lingua); Il fenomeno -gn- si presenta sporadicamente anche in sardo (ad es. Sardigna / Sardinnia, mentre castanza / castangia, tinza e limba, voce tipica e comune con il rumeno);
- La conservazione della distinzione latina tra vocali toniche e atone -i-/-e- e -u-/-o- come presente sia nel còrso meridionale che nel sardo: pilu (pelo) rispetto a tela (tela), gula (gola) rispetto a soli (sole);
- L'assenza del fenomeno della lenizione per le consonanti -t- e -c-, (andatu [andato]), (locu [luogo]) come nel corso meridionale e nel sardo nuorese, presente invece nel sardo logudorese e in alcune varietà di corso settentrionale (andadu, logu).
- Il terminale di vocaboli in -ai (citài [città], trinitài [trinità]), come in sassarese e in corso antico ma ancora in uso in alcune varietà (sartenese), in sardo tzitade/tzitadi e trinidade/trinidadi;
- La pronuncia di -dor- al posto della -tor- imperadori [imperatore], cacciadori per il corso imperadori / imperatore, cacciadori / cacciatore, analogamente anche alla pronuncia sarda imperadore, catzadore;
- La terminazione del gerundio presente in -endi, mentre in corso è -endu/-andu, come in sassarese e similmente a quanto avviene con -ende nel sardo logudorese e con -endi nel campidanese, ma non nel sardo centrale, dove abbiamo -ande, -ende, -inde;

## Lessico gallurese
Il gallurese si caratterizza per la presenza di elementi còrsi, sardi e di origine iberica.
- Prevalenza di vocaboli e locuzioni di origine còrsa e/o di influenza toscana; ad esempio "abà/abali" (adesso) da "avà/avali", "acciagghju" (acciaio), "aiceddu" (poco) "cedda "(uccello), "addisperu" (disperazione), "agghju" (ho), "alzu" (ontano), "aricchji" (orecchie), "arimani" (ieri), "avvidecci" (arrivederci) da "a videcci/avvedeci", "balconi" (finestra; cfr. sardo logudorese "balcone" bentana, sass. "balchoni" "vintana"), "barabattula" (farfalla, falena) da "sbarabattula", "battaddolu" (batacchio), "beddula" (donnola), "brandali" (treppiede per cucinare), "brusta" (brace), "butiru" (burro; cfr. sardo "bùttidu), "capiddi" (ma anche "pili") (capelli), "casgiu" (formaggio; cfr. sardo "casu"), "chici/chinci" (qui) da "quici/quinci", "chistu" (questo; cfr. sardo "custu") da "quistu", "chissu/chiddu" (quello; cfr. sardo "cussu/cuddu") da "quissu/quiddu", "chjappuzzu" (pasticcio, pateracchio), "carrasciali" (carnevale) dal tosc. "carnasciale", "cagghjina" (contenitore in legno per liquidi), "cenciu" (panno di cotone, foulard) dal tosc. "cencio", "chjai" (chiave) da "chjavi", "chjostru" (recinto per animali), "cialbeddu" (cervello; cfr. sardo campidanese "cerbeddu") da "ciarbeddu", "cincucentucattru" (cinquecentoquattro) da "cinquecentuquattru", "ciudda" (cipolla, cfr. sc "chibudda/xibudda"), "colciu" (mischino) da "corciu", "criasgia/ant.chjirasgia" (ciliegia; cfr. sardo logudorese "cariasa") da "chjarasgia/chjirasgia", "cruci" (croce), "cunniscì" (conoscere), "dapoi" (dopo), "dugna" (ogni; cfr. sardo "dogna"), "dumani" (domani), "èmu" (abbiamo), "fiddolu" (figlio), "figghjulà" (osservare), "fola" (favola, racconto; cfr. sardo "fàula", sass. "fàura"), "frateddu" (fratello), "ghjacaru" (cane; sc. "jagaru"), "ghjacia" (ginepro maschio), "ghjastìma" (bestemmia), "ghjesgia" (chiesa), "ghjinnagghju" (gennaio, cfr. sc. "ghennaggiu"), "ghjoi" (giovedì) da "ghjovi", "ciurrata" (giornata) da "ghjurnata", "grendi/gren" (grande), "fumaccia" (nebbia), "iddi" (essi) da "iddi/eddi", "inghjò" (giù) da "in ghjò" (cfr. sc. "in giosso"), "innantu" (sopra) da "nantu/annantu", "lacà" (lasciare), "lampà" (gettare), "lèparu" (lepre; cfr. sc. "lèpere/lèpore"), "liccia" (leccio), "liceru" (leggero) da "ligeru", "Lisandru" (Alessandro), "listessu" (lo stesso), "mani" (mattino), "mintuà" (menzionare, mentovare) da "mintuvà", "minnanna" (nonna), "muccichili" (muso), "occhji" (occhi), "ogghji" (oggi) da "oghji/oghje", "padulu" (palude; cfr. sardo "paule/pauli"), "paesi" (paese), "pagghjolu" (paiolo), "palchì" (perché) da "parchì", "pastricciali" (piazzale intorno alla casa), "pecura" (pecora), "pessicu" (pesca) da "persicu" (cfr. sardo "pèssighe", portoghese "pêssego"), "piddà" (prendere), "salconi" (recinto dei capretti) da "sarconi", "scopa" (erica), "s'iddu" (se) da "s'iddu/s'ellu", "sirintina" (pomeriggio), "stazzu/stazzoni" (stazzo, dimora di campagna), "steddu/stiddoni" (ragazzo) da "ziteddu/ziteddoni", "sùaru" (sughero) da "suvaru", "suredda" (sorella), "tafoni" (roccia forata), "tamantu" (cotanto; crf. spagnolo "tamaño"), "tarra" (terra), "undi" (dove) da "undi/induve", "vagghjimu" (autunno), "vecchjiu" (vecchio), "vennari" (venerdì), "vel di" (verso) da "ver di", "'iculu" (culla) da "viculu"; è soprattutto notevole la similitudine del gallurese con antichi documenti còrsi e toscani di area pisana del periodo basso medioevale;
- Vocaboli con radici presenti sia nella lingua còrsa che in quella sarda: ad esempio "ajò!" (suvvia, dai!), "alburu/alburi" (albero; co. "alburu", sc. "àlvure"), ant."albu" (bianco), "ammintà" (ricordare; co. "ammintà", sc. "ammentare"), "barracocca" (albicocca), "beddu" (bello; co. "beddu", sardo "bellu", sass. "beddu"), "criatura" (bambino; sc. "criadura"), "bonu" (buono), "branu" (primavera; co. "branu", sc. "beranu"), "busciaccara/busciacca" (borsa, tasca; sardo "busciacca/butzacca", sassarese "busciaccara"), "calchi" (qualche), "carri" (carne; co. "carri", sc. "carre" ma riferito esclusivamente alla carne umana), "cuddà" (salire o montare; co. "cuddà", sardo "coddare"), "intindì" (sentire; co. "intindì", sc. "intèndere"), "falà" (scendere; co. "falà", sc. "falare"), "faldetta" (gonna), "fora" (fuori), "listincu" (lentischio), "malu" (cattivo), "magghjori/maiori/maiò" (maggiore, grande, anziano; co. "magghjori/maiò", sc. "majore"), "minori" (minore, piccolo, giovane; co. "minori", sc. "minore"), "multa" (mirto; sc. "murta"), "nieddu" (nero), polcu" (porco), "rena" (sabbia), "rumasinu" (rosmarino; sc. "romasinu" o "tzìppiri"), "strintu" (stretto; sc. "istrintu"), "tandu" (allora; sardo "tando"), "taula" (tavola), "trabaddu" (lavoro; sc. "traballu/trabagliu/tribagliu"), "zinzula" (zanzara; sc. "tzintzula"), "zuccaru" (zucchero; sc. "tzucaru");
- Mancanza significativa di alcuni vocaboli della lingua sarda attinenti al lessico tradizionale ("vennari" e non "chenabura" per venerdì, "casa" e non "domo", "pecura" e non "berbeghe" per pecora, "chici" e non "inoghe" per qui, "carri" e non "petza" per carne).
- Presenza di un patrimonio lessicale di origine sarda pari a circa il 20% (comprendente il nome di alcuni mesi, diversi colori, etc.) spesso adattato alle regole di pronuncia del corso-gallurese e spesso in presenza di un sinonimo corsofono. Termini, nomi e toponimi di origine sarda presentano inoltre talvolta caratteristiche fonetiche che erano presenti nel logudorese antico fino alla metà del quattrocento;

Sono termini derivati dal sardo ad esempio (dove non indicato diversamente, la forma sarda è identica): "agnoni" (agnello) da "anzone/angione", "àinu" (asino), "biaìttu" (blu), "burricu" (asino), "Capidannu" (Settembre) da "Capidanne", "casiddu (di abbi)" (alveare) da "casiddu de abes", "catréa" (sedia) da "cadrèa", "chèna" (senza), "chèlcu" (quercia) da "chèrcu", "chessa" (lentischio), "chisgìna" (cenere) da "chighìna/chisìna", "chizzu" (presto, di buon'ora) da "chitto/chitzo", "cioga" (aggese, lumaca) da "gioga", "dì" (giorno) da "die", "èbba" (cavalla), "faiddà" (parlare) da "faeddare", "fratili" (cugino, da "fradile"), "ghjanna" (porta) da "janna" (ma anticamente presente anche nel corso "ghjanna", oggi in disuso), "Làmpata" (Giugno) da "Làmpadas", "Lùrisi" (Luras) ant. "Luris"/od. "Lùras", "luscia" (granaio) da "lussia", "maccu" (scemo), "mannu" (grande), "manzana" (aggese, mattina) da "manzanu", "miriacu" (luogo di riposo) da "miriagu", "Natali" (Dicembre) da "Nadale", "Nùcchisi" (Nuchis) da "ant.Nuches"/od."Nughes", "petralana" (muschio) da "lana 'e pedra", "polcavru" (cinghiale) da "polcabru/porcabru", "puddichinu" (pulcino, da "puddighinu"), "ruju" (rosso), "Santandrìa" (novembre) da "Sant'Andría", "Santigaìni" (Ottobre) da "Santu (G)Aíne", "statiali" (estate) da "istadiale", "trau" (toro), "tumatta" (pomodoro) da "tumata, tamata"), "ziribriccu/zilibriccu" (cavalletta) da "thilipirche", "ziraccu" (servo) da "thiraccu/tzeraccu", "zirichelta" (lucertola) da "thilicherta/thiligherta/tziligherta".
- Presenza di diversi vocaboli di origine catalana, sempre presenti anche in sardo: "agabbà" (smettere, sardo "agabbare") da "acabar", "banduleri" (vagabondo, sardo "banduleri") da "bandoler", "barberi" (barbiere, sardo "barberi") da "barber", "caglià" (tacere, sardo "cagliare") da "callar", "cara" (viso, sardo "cara") da "cara", "carrera" (via, sardo "carrela") da "carrer",  "chescia" (Temp.: lamento, sardo "chescia", in catalano è un castiglianismo) da "queixa", "distempu" (Temp.: tempo inopportuno, sardo "distempu", in catalano è un castiglianismo) da "destemps" "dismaià" (Temp.: svenire, sardo "(si) dismajare") da "desmaiar", "gana" (voglia, appetito, sardo "gana") da "gana", "grogu" (Temp.: giallo, sardo "grogu") da "groc", "matessi" (stesso, sardo "matessi") da "mateix", "miccalori" (fazzoletto, sardo "mucadore/mucalore") da "mocador", "pressa" (fretta, sardo "presse") da "pressa" (questo termine è però presente anche in corso, in italiano e in altre lingue neolatine), "pricuntà" (chiedere, sardo "pregontare", in catalano è un castiglianismo) da "preguntar", "sindria" (anguria, sardo "síndria") da "síndria", "tinteri" (calamaio, sardo "tinteri") da "tinter".

Molti di questi vocaboli si trovano comunque anche in spagnolo, mentre sono ovviamente totalmente assenti in corso; sono invece molto rari (a differenza che nel logudorese) vocaboli inequivocabilmente ascrivibili alla sola lingua spagnola, ad es. "appusentu" (camera da letto, sardo "apposentu")] da "aposento", "caracolu" (chiocciola) da "caracol", "elmosu" (bello, sardo "ermosu") da "hermoso", "feu" (brutto, sardo "feu") da "feo", "prizosu" (pigro, sardo "preitzosu") da "perezoso", "tricu" (grano, sardo "trigu") da "trigo".
- Presenza di alcuni vocaboli di dubbia origine, forse ligure/settentrionale, ma non presenti nel corso (e senza analogie in sardo, catalano o spagnolo): "ea" (acqua, prob. ant. "eva", cfr. sass. "eba", lig. "egua", piem. "eva", lad. "ega"), "micà/mecala" (smettere/smettila, cfr. lomb. "mucà/mucala").

## Grammatica
Articoli determinativi (sing./plur.): lu/li, la/li
Articoli indeterminativi: unu, una
Pronomi personali: eu, tu, iddu/idda, noi, voi, iddi
Pronomi e aggettivi possessivi: mèu/mè, tòiu/tò, sòiu/sò, nostru, vostru, sòiu/sò
Pronomi e aggettivi dimostrativi: chistu-chisti (questo-questi), chissu-chissi, chiddu-chiddi (quello-quelli)
Verbi:
I verbi hanno tre coniugazioni (-à, -é, -ì). La struttura dei verbi ricalca quella corsa, con qualche differenza minore su parte della terza coniugazione. Similmente al còrso e a differenza del sardo il gallurese conserva l'uso parlato del passato remoto anche se ne modifica la struttura avvicinandola a quella dell'antico tempo sardo logudorese oggi generalmente in disuso nella lingua parlata.
Verbo esse (essere):
- Indicativo presente: eu socu, tu sei, iddu è, noi semu, voi seti, iddi sò;
- Indicativo imperfetto: eu era/eru, tu eri, iddu era, noi erami, voi érati, iddi erani;
- Indicativo passato remoto: eu fusi, tu fusti, iddu fusi, noi fusimi, voi fusiti, iddi fusini;
- Indicativo futuro: eu saragghju, tu sarai/saré, iddu sarà, noi saremu, voi sareti, iddi sarani;
- Congiuntivo presente: chi eu sia, chi tu sii, chi iddu sia, chi noi sìami, chi voi sìati, chi iddi sìani;
- Congiuntivo imperfetto: chi eu fussi, chi tu fussi, chi iddu fussi, chi noi fussimi, chi voi fussiti, chi iddi fussini;
- Condizionale: eu sarìa, tu sarìsti, iddu sarìa, noi sarìami, voi sarìati, iddi sarìani;
- Gerundio presente: essendi/sendi;
- Gerundio passato: essendi/sendi statu;

Verbo aè (avere):
- Indicativo presente: eu agghju, tu hai, iddu ha, noi aèmu/èmu, voi aèti/éti, iddi ani;
- Indicativo imperfetto: eu aìa/aìu, tu aìi, iddu aìa, noi aìami, voi aìati, iddi aìani;
- Indicativo passato remoto: eu aìsi, tu aìsti, iddu aìsi, noi aìsimi, voi aìsiti, iddi aìsini;
- Indicativo futuro: eu aragghju, tu arài/arè, iddu arà, noi aarèmu, voi aaréti, iddi aaràni;
- Congiuntivo presente: chi eu agghjia, chi tu agghji, chi iddu agghja, chi noi àgghjimi, chi voi àgghjiti, chi iddi àgghjini;
- Congiuntivo imperfetto: chi eu aissi, chi tu aissi, chi iddu aissi, chi noi aissimu, chi voi aissiti, chi iddi aissini;
- Condizionale: eu aarìa, tu aarìsti/aarii, iddu aarìa, noi aarìami, voi aarìati, iddi aarìani;
- Gerundio presente: aèndi;
- Gerundio passato: aendi aùtu;

Coniugazione in -à - Verbo amà (amare):
- Indicativo presente: eu amu, tu ami, iddu ama, noi amemu, voi ameti, iddi amani;
- Indicativo imperfetto: eu amàa/amaia, tu amai/amaìi, iddu amaa/amaìa, noi amaami/amaìami, voi amaati/amaìati, iddi amaani/amaìani;
- Indicativo passato remoto: eu amesi, tu amesti, iddu amesi, noi amesimi, voi amesiti, iddi amesini;
- Indicativo futuro: eu amaragghju, tu amarè, iddu amarà, noi amarèmu, voi amaréti, iddi amarani;
- Congiuntivo presente: chi eu àmia, chi tu ami, chi iddu àmia, chi noi àmiami, chi voi àmiati, chi iddi àmiani;
- Congiuntivo imperfetto: chi eu amàssia, chi tu amàssi, chi iddu amàssia, chi noi amàssimi, chi voi amàssiti, chi iddi amàssini;
- Condizionale: eu amarìa, tu amarìsti, iddu amarìa, noi amarìami, voi amarìati, iddi amarìani;
- Gerundio presente: amèndi;
- Gerundio passato: aendi amatu;

Coniugazione in -é - Verbo vidé (vedere):
- Indicativo presente: eu vicu, tu vidi, iddu vidi, noi vidimu, voi viditi, iddi vidini;
- Indicativo imperfetto: eu vidìa, tu vidìi, iddu vidìa, noi vidìami, voi vidìati, iddi vidìani;
- Indicativo passato remoto: eu vidìsi, tu vidisti, iddu vidisi, noi vidìsimi, voi vidìstiti, iddi vidìsini;
- Indicativo futuro: eu vidaràgghju, tu vidaré, iddu vidarà, noi vidarèmu, voi vidaréti, iddi vidaràni;
- Congiuntivo presente: chi eu vidia, chi tu vidi, chi iddu vidia, chi noi vidiami, chi voi vidiati, chi iddi vidiani;
- Congiuntivo imperfetto: chi eu vidìssia, chi tu vidìssia, chi iddu vidìssia, chi noi vidìssiami, chi voi vidìssiati, chi iddi vidìssiani;
- Condizionale: eu vidarìa, tu vidarìsti, iddu vidarìa, noi vidarìami, voi vidarìati, iddi vidarìani;
- Gerundio presente: vidèndi;
- Gerundio passato: aendi vidùtu;

I rari verbi di questa coniugazione ("aé", "cunviné", "cridé", "esse", "intindé","priidé", "sapé", "tiné", "vidé", "viné", "vulé") sono tutti irregolari.
Coniugazione in -ì - Verbo timì (temere):
Questa coniugazione raccoglie in realtà due coniugazioni continuatrici di parte dei verbi in -ere (corrispondenti al differente esito -e/-a in corso): "timì" (temere), "biì" (bere), "cridì" (credere), "currì" (correre), "muì" (muovere), "nascì" (nascere), "punì" (porre), "ridì" (ridere), "vindì" (vendere); comprende inoltre gli esiti di -ire (il cui esito nel còrso meridionale è il medesimo del gallurese): "finì" (finire), "apparì" (apparire), "costruì" (costruire), "cuprì" (coprire), "dì" (dire), "drummì" (dormire), "fugghjì" (fuggire), "murì" (morire), "riscì" (riuscire), "suffrì" (soffrire);
- Indicativo presente: eu timu, tu timi, iddu timi, noi timimu, voi timiti, iddi timini;
- Indicativo imperfetto: eu timia, tu timìi, iddu timìa, noi timìami, voi timìati, iddi timìani;
- Indicativo passato remoto: eu timìsi, tu timìsti, iddu timisi, noi timìsimi, voi timìstiti, iddi timìsini;
- Indicativo futuro: eu timaragghju, tu timaré, iddu timarà, noi timarèmu, voi timaréti, iddi timaràni;
- Congiuntivo presente: chi eu timia, chi tu timii, chi iddu timia, chi noi timiami, chi voi timiati, chi iddi timiani;
- Congiuntivo imperfetto: chi eu timissi, chi tu timissi, chi iddu timissi, chi noi timissimu, chi voi timissiti, chi iddi timissini;
- Condizionale: eu timarìa, tu timarìsti/aarii, iddu timarìa, noi timarìami, voi timarìati, iddi timarìani;
- Gerundio presente: timèndi;
- Gerundio passato: aendi timùtu;

Un'interessante curiosità del gallurese, riscontrabile anche nel corso meridionale e in alcune varietà del sardo, è dovuta al fatto che esistono due modi, entrambi storicamente corretti di coniugare l'indicativo imperfetto di alcuni verbi, per esempio:
Verbo andà (andare):
- Indicativo imperfetto standard: eu andàa, tu andài, iddu andàa, noi andàami, voi andaàti, iddi andàani;
- Indicativo imperfetto alternativo: eu andaìa, tu andaìi, iddu andaìa, noi andaìami, voi andaìati, iddi andaìani.

I due modi riflettono le forme maggiormente in uso rispettivamente nella Corsica settentrionale (e in Toscana) e in quella meridionale. Nel secondo tipo di coniugazione e in alcune località, il suono semiconsonantico -i- viene spesso sostituito da -gghjì- (andaìami → andagghjìami).
Il fenomeno è presente in maniera speculare anche nel sardo:
geo/deo andào/andaìa, tue andàs/andaìas, issu/isse/issa andàt/andaìat, etc.
Numeri: unu, dui, tre, cattru, cincu, sei, setti, ottu, noi, deci, undici, dodici, tredici, cattoldici, chindici, sedici, dicessetti, diciottu, dicennoi, vinti, ..., trinta, caranta, cincanta, ..., centu, duicentu, ..., middi, duimilia, ...;
Giorni: luni, malti, màlcuri, ghjoi, vènnari, sabbatu, duminica. I nomi dei giorni sono molto simili a quelli del sassarese e, fatta eccezione vènnari, dove in sardo si ha chenàbara, rispecchiano i nomi sardi lunis, martis, mercuris, zobia/giobia, sàbadu, domìniga/domìnigu.
Mesi: ghjinnagghju, friagghju, malzu, abrili, magghju, lampata, agliola, aùstu, capidannu, Santigaini, Sant'Andria, Natali. (le forme tipiche del gallurese lampata, agliola, capidannu, Santigaini, Sant'Andria e Natali, totalmente assenti nel corso ma presenti nel sassarese e in parte addirittura nell'algherese, derivano dai corrispettivi sardi lampadas, argiolas, cabudanni/cabidanne, Santu Aine, Sant'Andria e Nadale, e sono sostanzialmente legate alla cultura agricola; oggigiorno, nel linguaggio comune, tendono spesso ad essere sostituite rispettivamente da ghjugnu, luddu, sittembri, uttobri, nuembri, dicembri);
Stagioni: branu (dal corso branu)/primmaèra, statiali/istiu (sardo istadiale/istiu), vagghjimu/ottùgnu, invarru/arru (sardo ierru);
Colori: biancu/canu/ant.albu [bianco], nieddu [nero], ruiu/ant.russu [rosso], giallu/grogu [giallo], biaittu/blu [blu], tulchinu [celeste], veldi [verde], grisgiu/canu/murru [grigio], biaittògnu/purpurinu [viola], aranciu/aranciò [arancione], marrò/castagnu [marrone].

## Varianti locali
Il gallurese si presenta relativamente omogeneo nel territorio con alcune differenze sostanzialmente riconducibili alla pronuncia e alla grafia.

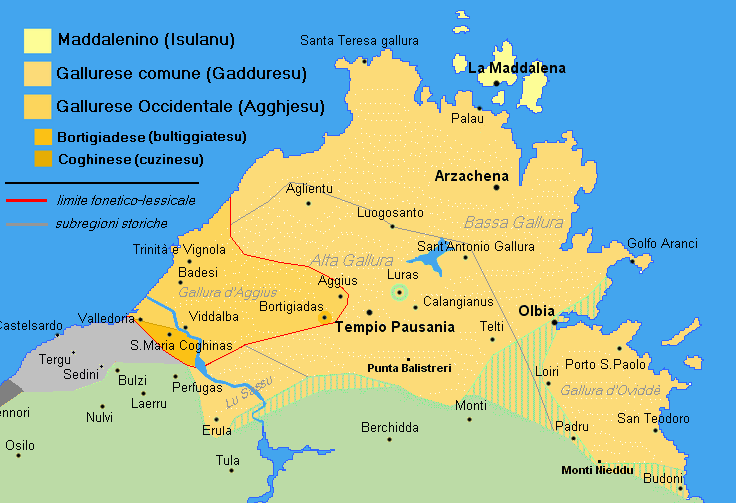
Varianti del gallurese in arancione. In verde il sardo logudorese, in grigio il sassarese.

 La sua variante base, maggiormente diffusa e standardizzata è quella tempiese ("timpiésu"), diffusasi dal '600 in ampia parte del territorio gallurese; gode di particolare prestigio a Tempio dove è abitualmente parlata anche negli uffici e negli ambienti più prestigiosi; la parlata della città ha storicamente risentito di maggiori influssi catalani rispetto a quella delle campagne;
È parlata altresì nella Gallura Costiera da San Teodoro a Vignola con minime differenze osservabili particolarmente nella pronuncia e in qualche decina di vocaboli specie tra Alta e Bassa Gallura per cui i cittadini di Tempio e Calangianus spesso non esitano a far notare ai galluresi della bassa Gallura (anticamente detti pasturini) il modo - alle loro orecchie - grossolano di parlare, per pronuncia ed espressioni;
- La variante calangianese ("caragnanesu"), diffusa dal '600 assieme al tempiese, è una variante notevole del gallurese comune. Parlata comunemente in luoghi pubblici a Calangianus, si differenzia dal gallurese comune e dalle altre varianti per diversi aspetti di pronuncia ([ɟː]>[cː], ad es. "friacchju" per "friagghju"/febbraio, "pucchju" per "bugghju"/buio, "spucchjià" per "sbucchjià"/sbucciare) e per il caratteristico accento, certamente il più originale tra le parlate cittadine. Inoltre si caratterizza per la particolare pronuncia della lettera S ("chishtu" per "chistu" (questo), "leshtru" per "lestru" (veloce) e per il raddoppiamento,in alcuni casi,delle consonanti (in opposizione alla variante tempiese, "pommi" per "pomi" (patate), "tummatta" per "tumatta" (pomodoro). Sicuramente la variante più notevole della parlata gallurese, anche per la parlata completamente differente da quella di realtà molto vicine come Tempio, il dialetto calangianese è diffuso anche a Sant'Antonio di Gallura, il cui dialetto è condizionato solo in poche parole dalla variante di Arzachena. Il calangianese parlato è molto analogo al catalano per la calata linguistica, in quanto assieme al tempiese ha subito maggiori influssi spagnoli rispetto ai villaggi delle campagne.
- A Nuchis, l'uso più diffuso nella maggior parte della Gallura del "-gn-" nasale palatale per pronunciare p.es. "vigna" viene trascurato a favore di un tipico suono nasale velare "-nghj-" per cui si pronuncia "vinghja" e non "vigna", "conghju" e non "cognu", "Caranghjani" e non "Caragnani"; al medesimo modo, questa dissezione di suono è ordinariamente utilizzata anche per "gli", per cui "aglióla" (trebbiatura, luglio) suona "alghjóla", "puntogliu" (frusta usata per attivare il giogo dei buoi) si pronuncia "puntolghju", "spianteglia" (sottopiede realizzato con una sottilissima sfoglia di sughero) diventa "spiantelghja", ecc. Questa caratteristica la si può riscontrare anche nel sardo, dove però il suono è "ng" o "nz".
- A Santa Teresa Gallura, la variante parlata prende il nome di teresino/lungunesu. In loco, il gallurese ha subito influenze lessicali per via dell’immigrazione che il territorio ha avuto durante i secoli 1800 e 1900 da parte di numerosi pescatori provenienti dall’isola di Ponza, poi stabilitisi permanentemente in loco, comportando col tempo una fusione dialettale e socio-culturale tra le tradizioni. Dovendo i ponzesi adattarsi per farsi capire dalla allora popolazione teresina e quindi imparare a parlare il dialetto locale, commettevano errori cambiando di fatto molte parole, “italianizzandole” o anche usandone alcune dal loro dialetto. Si era così creata una cosiddetta “isola linguistica”, poi consolidatasi. Viene anche chiamata “punzesu” in maniera goliardica o anche offensiva. Principalmente, la suddetta variante è presente nel paese di Santa Teresa Gallura ed in alcune aree molto vicine comunque direttamente circostanti ad esso, ma non su tutto il territorio comunale. La zona grigia fonetico lessicale tra il gallurese originale e il teresino\lungunesu è riconducibile nella frazione di Ruoni. Nelle altre principali frazioni del comune, quali Marazzino, La Ficaccia, Porto Pozzo, San Pasquale e nella maggior parte dell’agro, non vi è parlato il teresino\lungunesu.
- Il maddalenino ("isulanu") parlato nell'isola di La Maddalena, essendo frutto di un'immigrazione sette-ottocentesca e quindi più recente di popolazioni corse provenienti dall'entroterra di Bonifacio, pur influenzato dal gallurese comune, per la limitata presenza di un substrato linguistico sardo e per la vicinanza geografica ha mantenuto invece caratteristiche originarie che lo farebbero rientrare a pieno titolo tra i dialetti del sud della Corsica (es. articoli in "u", "i" per "lu", "li", "quiddu" per "chiddu", "avà" per "abà", "acqua" per "ea", "durci" per "dulci", "nosciu" per "nostru"). Presenta inoltre numerosi vocaboli di origine genovese e ponzese.
- La variante aggese ("agghjesu"), parlata nei territori dell'ex Comune di Aggius (Aggius, Badesi, Trinità, Viddalba e Valledoria Centro), se ne discosta per alcune forme lessicali, per la frequente sostituzione della C velare [k] con la G velare [ɣ] (tempiese "pecura", aggese "pegura"; tempiese "focu", aggese "fogu"; tempiese "eu socu", aggese "eu sogu", ecc.) e per l'utilizzo fonetico della Z al posto della C palatale (it. "cielo", gall. "celu", agg. "zelu"; it. "cento", gall. "centu", agg. "zentu"), similmente a quanto avviene nel sassarese e nei dialetti di transizione (Tergu, La Ciaccia e La Muddizza di Valledoria, Sedini); inoltre, mentre nel tempiese si usano entrambi i suoni occlusivo-palatali o mediopalatali -chj- /c/ -ghj- /ɟ/ in parole come "ghjesgia" [chiesa], "occhji" [occhi], "aricchji" [orecchie], "ghjnocchji" [ginocchia]), "ghjattu" [gatto], "figghjulà" [guardare], "chjamà" [chiamare], "chjodu" [chiodo], "vecchja" [vecchia], in aggese il suono -chj- è sostituito dalla C dolce [tʃ] (la C dell'italiano "cieco"; quindi, si dice: "occi", "aricci", "ciodu", "veccia", ecc.), essendo anche questo un tratto distintivo comune con il sassarese.
- la variante di Bortigiadas, simile all'aggese, se ne discosta solo per i seguenti elementi di diversità: la G dolce [dʒ] (quella dell'italiano "gelo") sostituisce il suono -ghj- (perciò si dice "figgiulà" [guardare], "aggesu" [aggese], caratteristica che lo avvicina ancora di più al sassarese) e la N nasale velare (quella dell'italiano "mangio") sostituisce il suono nasale palatale -gn- (per es., in aggese si dice "magnà" [mangiare], mentre in bortigiadese si dice "mangià"; questo elemento lo allontana invece dal sassarese e lo avvicina al sardo, cfr. vigna (gallurese comune) e bingia (sardo campidanese);
- Il subdialetto coghinese, ("cuzinesu") di stampo aggese, molto simile nei trattamenti fonetici al particolare dialetto bortigiadese si discosta da quest'ultimo per la più frequente lenizione della "C" velare, per il consueto raddoppiamento fonetico di "t" e "m" (prittindimmu, gall.com. pritindimu, ita. pretendiamo) e per la più marcata influenza lessicale subita dal Sedinese e Logudorese. Questa variante locale di gallurese è parlata nel Comune di S. Maria Coghinas, da alcune famiglie di Valledoria e nelle frazioni Lumbaldu, Falzittu, Sas Tanchittas/La Tanchitta, Sa Contra/La Contra e Sas Contreddas/La Cuntredda di Perfugas oltre che da diverse famiglie residenti del capoluogo comunale.

Ci sono inoltre differenze di accento in particolar modo tra Alta e Bassa Gallura, mentre le varianti del gallurese di quest'ultima tendono a essere più uniformi tra loro, tanto che per un esperto parlante gallurese sarebbe possibile comprendere dall'accento o da alcune forme lessicali la provenienza di un suo interlocutore di Tempio, Nuchis, Calangianus e a maggior ragione di Aggius, ma gli sarebbe molto più difficile se l'interlocutore provenisse da Santa Teresa o S.Teodoro.

## Esempio di testo in Gallurese
Esempio di gallurese in tutte le sue varianti locali, in còrso meridionale, in sassarese, in castellanese, in sardo e con traduzione in italiano, di un augurio agli sposi con in grassetto le differenze rispetto al gallurese comune:

| Gallurese comune (originale) | Maddalenino | Aggiese | Bortigiadese/Coghinese |
| --- | --- | --- | --- |
| L'aguriu chi focciu a chisti sposi primma di tuttu è di campa' alt'e cent'anni poi d'aé fiddoli boni e primurosi cu li cumpagni, cu li steddi e cu li manni. Lu chi t'agghju dittu, però, è pà un dumani; par abà àgghjiti alti pinsamenti: ogghj no pinseti a trabaddani ma a diviltivvi...cu l'amichi e li parenti | L'aguriu chi facciu a quisti sposi primma di tuttu è di campa' antri cent'anni poi d'avé fiddoli boni e primmurosi cu i cumpagni, cu i ziteddi e cu i grandi. Lu ch'agghju dittu, però, è pè un dumani; per avà àgghjiti antri pinzamenti: ogghj nun pinzeti a travaddani ma a diirtivvi...cu l'amichi e i parenti | L'aguriu chi fozzu a chisti sposi primma di tuttu è di campa' alt'e zent'anni poi d'aì fiddoli boni e primmurosi cu li cumpagni, cu li steddi e cu li manni. Lu gh'agghju dittu, però, è pa un dumani; par abà àgghjiti alti pinsamenti: ogghj no pinseti a trabaddani ma a diiltivvi...cu l'ammighi e li parenti | L'aguriu chi fozzu a chisti sposi primma di tuttu è di campa' alt'e zent'anni poi d'aì fiddoli boni e primmurosi cu li cumpangi, cu li steddi e cu li manni. Lu gh'aggiu dittu, però, è pa un dumani; par abà àggiti alti pinsamenti: oggi no pinseti a trabaddani ma a diiltivvi...cu l'ammighi e li parenti. |

| Calangianese | Corso meridionale | Sassarese | Castellanese | Sardo logudorese | Italiano |
| --- | --- | --- | --- | --- | --- |
| L'aguriu chi focciu a chishti sposi primma di tuttu è di campa' alt'e cent'anni poi d'aé fiddoli boni e primmurosi cu li cumpagni, cu li shteddi e cu li manni. Lu chi t'acchju dittu, però, è pa un dumani; par abà àcchjiti alti pinsamenti: occhj no pinseti a trabaddani ma a diviltivvi...cu l'amichi e li parenti | L'aguriu chi facciu a quisti sposi primma di tuttu hè di campà altri cent'anni poi d'avé fiddoli boni e primurosi incu i cumpagni, incu i ziteddi e incu i maiò. Lu ch'agghju dittu, parò, hè pà un dumani; par avà àgghjiti altri pinsamenti: ogghj nun pinseti a travaddà(ni) ma a divirtivi...incu l'amichi e i parenti | L'auguriu chi fozzu a chisthi iposi primma di tuttu è di campà althri zent'anni dabboi d'abè figliori boni e primmurosi cù li cumpagni, cù li pizzinni e cù li manni. Lu chi aggiu dittu, parò, è pà un dumani; pà abà aggiaddi althri pinsamenti: oggi nò pinseddi a trabaglià ma a dibirthivvi cù l'amigghi e li parenti | L'auguriu chi focciu a chisthi sposi primma di tuttu è di campà althri cent'anni poi d'avè figlioli boni e primurosi cù li cumpagni, cù li piccinni e cù li manni. Lu chi aghju dittu, parò, è pà un dumani pà avà aghjddi althri pinsamenti oghjnò pinseddi a travaglià ma a divirtivvi cù l'amicchi e li parenti | S'auguriu chi fatto a custos cojuados nòos primu de tottu est de campare àteros chent'annos poi de àere fizos bonos e cumpridos cun sos cumpagnos, cun sos giovanos, e cun sos mannos Su chi t'apo nadu, però, est pro unu cras; pro como apedas àteros pensamentos: oe no pensedas a nde tribagliare ma a bos ispassiare cun sos amigos e sos parentes | L'augurio che faccio a questi sposi prima di tutto è di campare altri cent'anni poi d'avere figlioli buoni e premurosi coi compagni, coi bambini e con i grandi. Ciò che ho detto, però, è per un domani; per adesso àbbiate altri pensieri: oggi non pensate a lavorare ma a divertirvi...con gli amici e i parenti. |

| Gallurese | Còrso meridionale | Sassarese | Sardo Logudorese | Italiano | Ascolta in Gallurese                        |  |
| --- | --- | --- | --- | --- | ------------------------------------------- |  |
| Tu se' nata par incantu diliziosa elmosùra la meddu di Locusantu la più bedda di Gaddura. Se' bedda chi dugna cori s'innammurigghja di te pa l'occhj mei un fiori ed è la meddu chi c'è. E socu vecchju canutu e socu a tempu passendi parò sempri burrulendi comu m'eti cunnisciutu Cantu campu decu fà sempri onori a Locusantu ch'è la tarra di l'incantu di ca' veni a istragnà. La Patrona di Gaddura l'emu noi in Locusantu incurunata da lu cantu cussì bedda criatura. | Tu se' nata par incantu diliziosa biddezza à meddu di Locusantu à più bedda di Gaddura. Se' bedda chi ogni cori s'innammurigghja di te pa' l'occhj mei un fiori ed è à meddu chi c'è. E socu vecchju canutu e socu a tempu passendu parò sempri brullendu comu m'eti cunisciutu Quantu campu devu fà sempri onori à Locusantu ch'è à tarra di l'incantu di qua' veni a sughjurnà. A' Patrona di Gaddura l'emu no' in Locusantu incurunata da u cantu cussì bedda criatura. | Tu sei nadda pà incantu diriziosa ermosura la megliu di Loggusantu la più bedda di Gaddura. Sei bedda chi dugna cori s'innamureggia di te pà l'occi mei un fiori e sei la megliu chi v'è. E soggu vecciu canuddu e soggu a tempu passendi parò sempri buffunendi cumenti m'abeddi cunnisciddu. Cantu campu aggiu da fà sempri onori a Loggusantu chi è la terra di l'incantu di ca veni a visità. La Patrona di Gaddura l'abemmu noi in Loggusantu incurunadda da lu cantu cussì bedda criaddura. | Tue ses naschida pro incantu delitziosa ermosura sa menzus de Logusantu sa prus bella de Gallura. Ses bella gai chi donzi coro s'innamorat de a tie pro sos ogros meos unu frore e ses sa menzus chi ch'est. E seo betzu e pili canu e su tempus meu est colande però seo semper brullande comente m'azis connottu. Pro cantu bivo appo a dèpper' fàghere semper onore a Logusantu chi est sa terra 'e s'incantu de chie benit a istranzare. Sa patrona de Gallura dda tenimus nos in Logusantu coronada dae su cantu gasi bella creadura. | Tu sei nata per incanto deliziosa bellezza la migliore di Luogosanto la più bella di Gallura. Sei bella che ogni cuore s'innamora di te per gli occhi miei un fiore è la migliore che c'è. Sono vecchio canuto il mio tempo sta passando però sempri a scherzare come m'avete conosciuto Quanto campo devu fare sempre onore a Luogosanto che è la terra dell'incanto Per chi viene a soggiornarvi. La Patrona di Gallura l'abbiamo noi Luogosanto incoronata dal canto così bella creatura. | Aiuto La più bedda di Gaddura ( info file ) |  |

## Detti popolari galluresi
Ca' si faci a agnoni, si lu magna lu maccioni = Colui che si comporta da agnello inevitabilmente verrà sbranato dalla volpe.
Lu bisognu poni lu 'ecchju a currì = L'esigenza fa correre anche l'anziano.
No tutti li 'jaddini sò di lu maccioni = Non tutte le galline vengono prese dalla volpe; non tutte le ciambelle escono col buco.
Ha magnatu pani di setti furri = Ha mangiato pane proveniente da 7 forni; ha molta esperienza.
Ca di meddhu no ha, cu la muddheri si colca = Chi non ha di meglio, va a letto con la propria moglie; è necessario accontentarsi se non si può possedere oltre le proprie possibilità.
E' sempri cù lu maccioni suttu tiddu = Avere la volpe sotto l'ascella; avere astuzia.
Sa più un maccu in casa soia che un saiu in casa angena = Sa più un pazzo a casa sua di un sano in casa altrui.
Maccioni ti ni sfranca e cani ti spedda = Se ti liberi dalla volpe, il cane ti spella; dalla padella alla brace.
Cussì campi tu, cantu campa lu maccioni = Possa tu vivere quanto vive la volpe.